# 法華寺 (さいたま市)
法華寺（ほっけじ）は、埼玉県さいたま市岩槻区にある臨済宗円覚寺派の寺院。

## 歴史
創建年代は不明であるが、鎌倉時代末期に天台宗から臨済宗に転宗した記録があることから、鎌倉時代には既に存在していたものと推測される。
当寺には後醍醐天皇の綸旨や足利尊氏の施行状が残されている。いずれも当寺の寺領を安堵する文書であり、「法華寺文書」として埼玉県の文化財に指定されている。
建武政権以降、歴代政権や領主の庇護を受けている。江戸時代も岩槻藩によって保護されている。

## 文化財
- 法華寺文書（埼玉県指定有形文化財 昭和41年3月8日指定）[3]

## 交通アクセス
- 路線バス下飯塚停留所より徒歩6分。